# موسی‌آباد (اسدآباد)
موسی‌آباد روستایی در دهستان جلگه بخش مرکزی شهرستان اسدآباد استان همدان ایران است.

## جغرافیا
موسی‌آباد مرکز دهستان جلگه شهرستان اسدآباد در ۲۲ کیلومتری اسدآباد قرار گرفته و از سمت شمال با روستای سیف‌آباد و احمدآباد و از سمت مشرق با روستای دولت‌آباد و از سمت جنوب با روستاهای علی‌آباد و قاسم‌آباد جلگه هم‌مرز و نیز از سمت مغرب با شهر آجین همجوار می‌باشد.مردم این روستا جز مردم کرد هستند به زبان کردی سخن میگویند.

## جمعیت
بر پایه سرشماری عمومی نفوس و مسکن در سال ۱۳۹۵ جمعیت این روستا ۱٬۲۱۸ نفر (۴۰۷خانوار) بوده‌است.